# Jean-Luc Imler
Pour les articles homonymes, voir Imler.
 (janvier 2011).
Jean-Luc Imler, né le 8 février 1963, est un biologiste français, professeur de biologie cellulaire à l'université de Strasbourg. Il est chef d'équipe au sein de l'unité propre de recherche UPR 9022 (réponse immunitaire et développement chez les insectes) à l'Institut de biologie moléculaire et cellulaire du CNRS.
Ses travaux de recherche actuels consistent en l'étude de la réponse anti-virale chez la drosophile ainsi qu'à l'étude des récepteurs de type Toll et leur implication dans l'immunité et le développement.

## Biographie

### Formation
De 1983 à 1986, Jean-Luc Imler passe un diplôme d'ingénieur en agronomie à l'Institut national agronomique Paris-Grignon.
Il valide ensuite un DEA entre 1985 et 1986 dans le domaine de la biologie cellulaire et moléculaire à l'université Louis-Pasteur de Strasbourg.
Il poursuit de 1985 à 1988 sur une thèse de biologie moléculaire en collaboration avec l'Institut national de la santé et de la recherche médicale du CNRS (INSERM) sous la tutelle du directeur B. Wasylyk (équipe Pierre Chambon). Le thème était : La régulation de l'activité des « enhancers » par les oncogènes.
Il obtient son habilitation à diriger des recherches en 1993.

### Carrière
De 1989 à 1991, à la suite de sa thèse, il effectue un stage post-doctoral au DNAX Rasearch Institute à Palo Alto en Californie.
De 1992 à 1994, il intègre en tant que chercheur, puis chef d'équipe, le département de thérapie transgénique de Strasbourg afin d'étudier le développement de nouveaux vecteurs adénoviraux et la thérapie génique dans la mucoviscidose.
En 1994, il rejoint l'Institut de biologie moléculaire et cellulaire (IBMC) du CNRS où il a notamment collaboré avec Jules Hoffmann qui a reçu le prix Nobel de médecine et de physiologie en 2011. Il enseigne l'immunologie et la biologie cellulaire à l'université de Strasbourg.
En 2015, il est lauréat du Prix Jaffé.